# 格林维尔 (肯塔基州)
格林维尔（英語：Greenville），是美国肯塔基州的一座城市。建立于1799年，面积约为12.2平方公里（4.7平方英里）。根据2010年美国人口普查，该市的人口为4,312人。